# NCAA Division I 2011 (pallavolo maschile)
La NCAA Division I 2011 si è svolta dal 5 al 7 maggio 2011: al torneo hanno partecipato 4 squadre di pallavolo universitarie e la vittoria finale è andata per la prima volta alla Ohio State.

## Squadre partecipanti
- 01)  Southern California
- 02)  Penn State
- 03)  Ohio State
- 04)  UC Santa Barbara

## Final Four
|  | Semifinali 5 maggio | Semifinali 5 maggio | Semifinali 5 maggio |            |   | Finale 7 maggio  | Finale 7 maggio | Finale 7 maggio |  |
|  |                     |                     |                     |            |   |                  |                 |                 |  |
|  | 1                   | Southern California | 1                   |            |   |                  |                 |                 |  |
|  | 1                   | Southern California | 1                   |            |   |                  |                 |                 |  |
|  | 4                   | UC Santa Barbara    | 3                   |            |   |                  |                 |                 |  |
|  | 4                   | UC Santa Barbara    | 3                   |            | 4 | UC Santa Barbara | 2               |                 |  |
|  |                     |                     |                     |            | 4 | UC Santa Barbara | 2               |                 |  |
|  |                     |                     | 3                   | Ohio State | 3 |                  |                 |                 |  |
|  | 2                   | Penn State          | 3                   | Ohio State | 3 | 1                |                 |                 |  |
|  | 2                   | Penn State          |                     |            |   |                  |                 |                 |  |
|  | 3                   | Ohio State          | 3                   |            |   |                  |                 |                 |  |

### Semifinali
| 5 maggio Rec Hall, State College | Southern California | 1 - 3 | UC Santa Barbara | 27-29, 26-24, 15-25, 18-25 |
| 5 maggio Rec Hall, State College | Penn State          | 1 - 3 | Ohio State       | 18-25, 26-24, 22-25, 23-25 |

### Finale
| 7 maggio Rec Hall, State College | UC Santa Barbara | 2 - 3 | Ohio State | 25-20, 20-25, 19-25, 25-22, 9-15 |

## Premi individuali
Al termine della finale viene assegnato il premio di Most Outstanding Player al miglior giocatore della finale e vengono eletti i sei giocatori che fanno parte dell'All-Tournament Team.
| Premio                  | Giocatrice    | Squadra             |
| ----------------------- | ------------- | ------------------- |
| Most Outstanding Player | Steven Kehoe  | Ohio State          |
| All-Tournament Team     | John Klanac   | Ohio State          |
| All-Tournament Team     | Shawn Sangrey | Ohio State          |
| All-Tournament Team     | Cullen Irons  | UC Santa Barbara    |
| All-Tournament Team     | Joseph Sunder | Penn State          |
| All-Tournament Team     | Murphy Troy   | Southern California |
| All-Tournament Team     | Tri Bourne    | Southern California |